# Kozara (1962.)
Kozara je prvi partizanski film, snimljen 1962. godine i redatelja Veljka Bulajića. Predstavlja jedan od prvih primjera partizanske epopeje u jugoslavenskoj kinematografiji, žanra koji je bio popularan tijekom 1960-ih i 1970-ih godina.
Film se temelji na stvarnim događajima iz Drugog svjetskog rata, točnije na Bitci na Kozari koja se odvijala u ljeto 1942. godine.
Premijerno prikazan 2. kolovoza 1962. na 9. Pulskom filmskom festivalu  gdje je osvojio nagradu Velika zlatna arena za najbolji film. U kinodistribuciju u Hrvatskoj pušten 10. rujna 1962. Film je u Jugoslaviji do kraja 1964. pogledalo 3.4 milijuna ljudi, a film je prodan u 87 zemalja, zbog čega je Bulajić od strane Odbora za propagandu Jugoslavija-film dobio novčanu nagradu u iznosu tadašnjih 2 milijuna starih dinara

## Radnja
U lipnju 1942. njemačke snage i njihovi saveznici pokrenuli su ofenzivu s ciljem eliminacije partizanskih jedinica koje su djelovale u šumama planine Kozare, smještene u sjeverozapadnom dijelu Bosne i Hercegovine. Partizani, suočeni s nadmoćnim neprijateljem i nedostatkom resursa, nastoje obraniti sebe i civilno stanovništvo koje se sklonilo na planinu. Film prikazuje njihovu borbu za opstanak, ističući hrabrost i žrtvu sudionika.

## Uloge
- Bert Sotlar kao Vukša
- Bata Živojinović kao Sorga
- Milena Dravić kao Milja
- Olivera Marković kao Anđa
- Dragomir Felba kao Obrad
- Ljubiša Samardžić kao Mitar
- Mihajlo Kostić Pljaka kao Ahmet
- Milan Milošević kao Ivica
- Abdurrahman Shala kao Jakov
- Davor Antolić kao Joja

- Adam Vedernjak kao Marinko
- Tana Mascarelli kao Marinkova majka
- Tamara Miletić kao Zlata
- Milorad Majić kao Deda
- Adam Vedernjak kao Marinko
- Branko Lustig
- Branko Matić
- Branko Špoljar kao njemački kapetan
- Božidar Smiljanić kao njemac
- Faruk Zadić kao seljak
- Petar Spajić-Suljo kao djed sa štapom
- Vida Vučković kao Partizanska veza iz Prijedora
- Azem Dautović
- Dina Julius kao Šorgina kćer
- Vlado Zeljković kao seljak kojeg ustaša prepoznaje kao bivšeg vodiča
- Hajrudin Hadžikarić kao seljak koji nosi kapu s petokrakom
- Enver Džonlić kao ustaški oficir
- Slobodan Velimirović kao njemac na biciklu
- Mirko Boman kao sSeljak paničar
- Zoran Jovanović
- Mija Adamović
- Miloš Kandić kao četnik
- Jozo Lepetić kao ustaša
- Mišo Begović kao Radica
- Ibro Karić
- Pavle Vugrinac kao ranjenik u zemunici
- Husein Čokićkao partizan koji podržava Jakova
- Milenko Đedović
- Ilija Bašić kao domobran koji se predaje
- Miloš Tatić kao djed s lulom
- Mia Adamović

## Nagrade
- Zlatna medalja (Festival u Moskvi, 1963.)
- Nagrada kritike u New Delhiju
- Velika zlatna arena za najbolji film (Pulski filmski festival)
- Nagrada publike „Jelen” (tjednik VUS)
- Novčana nagrada za žensku ulogu (Pula 62'; Olivera Marković)
- Novčana nagrada za mušku ulogu (Pula 62'; Bata Živojinović)
- Posebno priznanje žirija jugoslavenske kritike Veljku Bulajiću za uspješno završavanje „epske trilogije iz naše najnovije historije”»«
- Nagrada Kekec komisije „Film i dete” Veljku Bulajiću

## Produkcija i snimanje
Film je na početku trebao biti u produkciji beogradskog studija Avala film, ali kasnije je ipak odabran sarajevski studio Bosna film. Sredinom prosinca 1961. Veljko Bulajić, Ratko Đurović i sarajevski književnik Stevan Bulajić završili su scenarij. Film se počeo snimati 17. veljače 1962. u filmskom studiju "Sarajevo" u produkciji sarajevskog studija Bosna film.  U filmu igraju i dvadesetorica preživjelih boraca, među njima i prvoborci Milan Kondić, Milan Đukanović i Boško Mazalica, koji su pomogli Bulajiću dočarati što stvarniju situaciju iz tih dana. Unutar filma glumi 30 000 statista, od kojih 5000 statista glume seljake tijekom bjega na Kozari. Neki od eksterijera u filmu snjimljeni su unutar Zagrebačkog velesajma.

## Zanimljivost
Film je trebao biti prikazan na otvorenju samog Pulskog filmskog festivala na dan 27. srpnja, kad se obilježava Dan ustanka naroda Bosne i Hercegovine, ali izvršni odbor festivala odlučio se za film Saša redatelja Radenka Ostojića, koji je osvojio Veliku srebrnu arenu. Takva odluka se dogodila zbog kašnjenja završetka produkcije Kozare, koja je ipak dovršena na vrijeme.

## Vanjske poveznice
- Kozara u internetskoj bazi filmova IMDb-a